# Vrenje
Vrenje ili fermentacija je proces alkoholnog vrenja. Fermentacijom se mogu proizvesti neke vrste alkoholnih pića.
Za fermentaciju alkohola je potrebna:
- voda
- kvasac
- odgovarajuća temperatura
- šećer

Fermentacija se odvija bez nazočnosti kisika, a dobiva se etanol i ugljični dioksid. Alkoholnom fermentacijom može dobiti maksimalno 15% alkoholne otopine.
Fermentacijom se može dobiti i fermentirana hrana, što je postupak tretiranja hrane koji je poznat od davnina. Primjeri fermentirane hrane su: kiseli kupus, kefir, jogurt, kimchi, sarma i dr.